# きのえ温泉
きのえ温泉（きのえおんせん）は、広島県豊田郡大崎上島町沖浦にある温泉。
瀬戸内海の離島、大崎上島で湧出している。

## 泉質
- ナトリウム・カルシウム-塩化物冷鉱泉
  - 泉温　22℃

## 温泉地
大崎上島南部にある岬の小高い丘に、一軒宿の「ホテル清風館」が存在する。日帰り入浴可能。
全客室、温泉からは瀬戸内海を眺望できる。料理は瀬戸内海で採れた海の幸を味わえる。

## 歴史
- 1994年（平成6年）7月　- オープン。

## アクセス
※離島であるため、アクセスは船のみ。
- 山陽自動車道河内ICから竹原港まで20分。竹原港からフェリーで鮴崎港まで約30分。鮴崎港から車で15分。
- JR呉線安芸津駅から安芸津港まで徒歩3分。安芸津港より大西港までフェリーで30分。大西港から車で15分。
- JR呉線竹原駅から竹原港まで徒歩15分。竹原港より鮴崎港までフェリーで30分。鮴崎港から車で15分。